# بخش مورومتسفسکی
بخش مورومتسفسکی (به لاتین: Muromtsevsky District) یک منطقهٔ مسکونی در روسیه است که در استان اومسک واقع شده‌است.